# Longare
Longare är en ort och kommun i provinsen Vicenza i regionen Veneto i Italien. Kommunen hade 5 609 invånare (2018).